# Güer Aike (departamento)
Güer Aike é um departamento da Argentina, localizado na província de Santa Cruz.